# Венеція-де-Сус
Венеція-де-Сус (рум. Veneția de Sus) — село у повіті Брашов в Румунії. Входить до складу комуни Переу.
Село розташоване на відстані 171 км на північний захід від Бухареста, 36 км на північний захід від Брашова.

## Населення
За даними перепису населення 2002 року у селі проживали 415 осіб. Усі жителі села рідною мовою назвали румунську.
Національний склад населення села:
| Національність | Кількість осіб | Відсоток |
| -------------- | -------------- | -------- |
| румуни         | 381            | 91,8%    |
| цигани         | 33             | 8,0%     |